# فيليب سلون
فيليب سلون (بالإنجليزية: Philip Slone)‏ (20 يناير 1907 في نيويورك، الولايات المتحدة – 2004 في ويست بالم بيتش، الولايات المتحدة) لاعب كرة قدم أمريكي راحل كان يجيد اللعب في مركز الجناح. مثل منتخب الولايات المتحدة في بطولة كأس العالم لكرة القدم 1930 التي أقيمت في الأوروغواي.

## وصلات خارجية
- فيليب سلون على موقع الاتحاد الدولي (مؤرشف)  (الإنجليزية)
- فيليب سلون على موقع ناشيونال فوتبول تيمز (الإنجليزية)

- هذا متحف كرة القدم